# Боровик, Евгений Анатольевич
Евге́ний Анато́льевич Борови́к (укр. Євген Анатолійович Боровик; род. 2 марта 1985, Прилуки, Черниговская область) — украинский футболист, вратарь

## Клубная карьера
Воспитанник РУФК (Киев). Первый тренер — А. П. Дериберин.
31 октября 2010 года в матче 15-го тура украинской Премьер-Лиги в составе криворожского «Кривбасса» против киевского «Арсенала» на 90-й минуте матча забил гол с игры — впервые в истории чемпионатов Украины.
В марте 2014 года перешёл в запорожский «Металлург». В конце 2014 года у Боровика истёк срок контракта с клубом и он его покинул в статусе свободного агента.
9 июля 2015 года заключил двухлетний контракт с одесским «Черноморцем».
11 января 2017 года подписал 2-летний контракт с клубом «Карпаты» (Львов).
В августе 2017 года перешёл в болгарский клуб «Черно море».

### Тренерская карьера
В мае 2020 года стал тренером вратарей в штабе главного тренера «Черноморца» Сергея Ковальца